# Equipos ciclistas españoles en 2009
Relación de equipos ciclistas españoles para la temporada 2009, en la que destaca la desaparición del Extremadura-Ciclismo Solidario. Además, el equipo UCI ProTour Scott-American Beef (antiguo Saunier Duval) pasa a denominarse Fuji-Servetto, y el equipo Continental Profesional Contentpolis-Murcia pasó a denominarse Contentpolis-AMPO.

## Equipos UCI ProTeam
- Caisse d'Epargne
- Euskaltel-Euskadi
- Fuji-Servetto

## Equipos Profesionales Continentales
- Andalucía-CajaSur
- Contentpolis-AMPO
- Xacobeo Galicia

## Equipos Continentales
- Burgos Monumental
- Orbea

| Predecesor: Equipos ciclistas españoles en 2008 | Equipos ciclistas españoles 2009 | Sucesor: Equipos ciclistas españoles en 2010 |

- Datos: Q5835105